# Костелянец, Пётр Оскарович
Пётр Оскарович (Пиня Ошерович) Костелянец (21 августа 1920, Юровичи — 14 сентября 1943 под Брянском) — советский математик, ученик А. Д. Александрова.

## Биография
Занимался в математическом кружке вместе с В. А. Залгаллером.
В 1937, как победитель городской олимпиады по математике, был зачислен на математический факультет Ленинградского университета без экзамена. Будучи на третьем курсе, Костелянец находит решение задачи  поставленной Колмогоровым в 1938 году.
Это решение, с признанием приоритета Костелянеца, было опубликовано посмертно в 1954 году наряду с другим решением этой задачи.
В начале войны, вместе с Залгаллером записывается в артучилище на Литейном. В ходе боёв он придумал коренное усовершенствование зенитного прицеливания, связанное с проективной геометрией.
Поехал в Москву, рассказал об этом члену-корреспонденту Делоне.
В бою под Брянском, осколком ему перебило артерию ноги, и он скончался от потери крови. Через день после его гибели в часть пришёл приказ откомандировать старшего лейтенанта П. О. Костелянца в Москву для работы в конструкторском бюро. Похоронен около железной дороги Брянск — Рославль.